# Taste of Chocolate
Taste of Chocolate – trzeci studyjny album amerykańskiego rapera Big Daddy Kane’a. Został wydany w październiku 1990 roku.

## Lista utworów
| Nr | Tytuł                      | Producent      | Wykonawcy                                                                        |
| -- | -------------------------- | -------------- | -------------------------------------------------------------------------------- |
| 1  | "Taste of Chocolate Intro" | Big Daddy Kane | *Interlude*                                                                      |
| 2  | "Cause I Can Do It Right"  | Big Daddy Kane | Big Daddy Kane                                                                   |
| 3  | "It's Hard Being the Kane" | Prince Paul    | Big Daddy Kane                                                                   |
| 4  | "Who Am I"                 | Big Daddy Kane | Big Daddy Kane, Gamilah Shabazz                                                  |
| 5  | "Dance With the Devil"     | Cool V         | Big Daddy Kane                                                                   |
| 6  | "No Damn Good"             | Prince Paul    | Big Daddy Kane                                                                   |
| 7  | "All of Me"                | Andre Booth    | Big Daddy Kane, Barry White                                                      |
| 8  | "Keep 'Em on the Floor"    | Big Daddy Kane | Big Daddy Kane, Barbara Weathers                                                 |
| 9  | "Mr. Pitiful"              | Cool V         | Big Daddy Kane                                                                   |
| 10 | "Put Your Weight On It"    | Big Daddy Kane | Big Daddy Kane                                                                   |
| 11 | "Big Daddy vs. Dolemite"   | Big Daddy Kane | Big Daddy Kane, Rudy Ray Moore                                                   |
| 12 | "Down the Line"            | Mister Cee     | Big Daddy Kane, Scoob Lover, Scrap Lover, Mister Cee, Lil' Daddy Shane, Ant Live |
| 13 | "Taste of Chocolate Exit"  | Big Daddy Kane | Skit                                                                             |

## Notowania

### Album
| Rok  | Billboard 200 | Top R&B/Hip Hop Albums |
| ---- | ------------- | ---------------------- |
| 1990 | 37            | 10                     |

### Single
| Rok  | Singel                     | Hot R&B/Hip-Hop Singles & Tracks | Hot Rap Singles | Hot Dance Singles Sales |
| ---- | -------------------------- | -------------------------------- | --------------- | ----------------------- |
| 1991 | "Cause I Can Do It Right"  | 22                               | 4               | 47                      |
| 1991 | "All of Me"                | 14                               | –               | –                       |
| 1991 | "It's Hard Being the Kane" | 91                               | 17              | –                       |